# Заммерн-Франкенегг, Фердинанд фон
Фердинанд фон Заммерн-Франкенегг (нем. Ferdinand von Sammern-Frankenegg; 17 марта 1897, Грискирхен, Австро-Венгрия — 20 сентября 1944, близ Баня-Лука) — австрийский юрист, бригадефюрер СС, генерал-майор полиции, руководитель СС и полиции в Варшаве и начальник полиции в Эссеге в Хорватии.

## Биография
Фердинанд фон Заммерн-Франкенегг родился 17 марта 1897 года в семье председателя окружного суда. Посещал школу в Линце и Вельсе. С июля 1915 года служил в австрийской королевской армии. С февраля по октябрь 1916 года и с января по апрель 1917 года воевал в составе 1-го королевском земельно-стрелковом полку «Триент». С октября 1916 года по январь 1917 находился в полевом лазарете из-за ранения гранатой. С апреля 1917 и до начала ноября 1918 года служил в 9-м фельдъегерском батальоне. 4 ноября 1918 года попал в итальянский плен, из которого был освобождён в сентябре 1920 года. С 1920 по 1926 год состоял в добровольческом корпусе «Оберланд. Кроме того, с 1922 по 1932 год был членом Штирийского отечественного союза.
После освобождения из плена изучал право и в 1922 году получил докторскую степень в Инсбруке. Впоследствии работал в земельном и окружном суде в Вельсе и затем в течение шести лет работал адвокатом. С 1929 года занимался частной адвокатской практикой в Пойербахе. Фердинанд фон Заммерн-Франкенегг был женат на Берте Хумер, и у него был один внебрачный ребёнок.
В декабре 1932 года был зачислен в ряды СС (№ 292792). 1 марта 1933 года вступил в НСДАП (билет № 1456955). Фердинанд фон Заммерн-Франкенегг был членом организации Лебенсборн. С февраля 1933 по март 1938 года занимал должности ортсгруппенляйтера, начальника округа (с апреля 1935 по январь 1939 года) и имперского оратора. С апреля 1935 года по январь 1939 года возглавлял 37-й штандарт СС. За антигосударственную и националистическую деятельность Фердинанд фон Заммерн-Франкенегг был приговорён к денежному штрафу и к двум срокам лишения свободы. После присоединения  Австрии к нацистской Германии закрыл адвокатскую практику.  С апреля 1938 и до своей смерти в сентябре 1944 года был депутатом рейхстага от Австрии. С марта 1939 года возглавлял 39-й оберабшнит СС в Вюрцбурге и был председателем партийного суда в Саксонии.
В июле 1942 года стал руководителем СС и полиции в Варшаве. На этой должности отвечал за депортацию еврейского населения из Варшавского гетто, которое было ликвидировано 22 июля 1942 года в рамках окончательного решения еврейского вопроса. 300 000 жителей гетто были отправлены в лагеря смерти, в основном в Треблинку. В обязанности Фердинанда фон Заммерн-Франкенегга также входили конфискация и реализация еврейского имущества: золото, мебель, иностранная валюта, различные ценности, машинное оборудование для предприятий СС были отобраны у жителей гетто и поступили в немецкую экономику. 13 марта 1943 года им было написано письмо начальнику округа Варшавы, в котором раскрылись его намерения: 
Ссылаясь на мое распоряжение от 11 марта приказываю, чтобы все евреи, находящиеся в отдельных городах или сельской местности и особенно те, которые передвигаются без нарукавных повязок и не были арестованы в ходе предыдущих акций по переселению, были схвачены и переданы жандармерии для ликвидации. Для этой задачи в первую очередь должны быть задействованы спецслужбы, польская полиция и любые существующие информаторы. Само польское население также может быть использовано для этих мероприятий. При задержании евреев их имущество должно быть передано командиру взвода жандармерии, и это имущество, независимо от того, является ли оно движимым, наличными денежными средствами или другими ценностями, должно быть мной зарегистрировано от имени рейхсфюрера СС в качестве рейхскомиссара по консолидации немецкого населения всего округа Варшавы. Командиры взводов жандармерии должны указать эти ценности в списке, поместить в подходящий склад и охранять до моего дальнейшего распоряжения. Лица, давшие соответствующую информацию для ареста и ликвидации этих евреев, получат в каждом отдельном случае до одной трети имущества. Эти требования о выплате премий должны быть переданы командирам взвода жандармерии и после моего согласия выданы ими. Я прошу организовать эту акцию после консультации с командирами взводов жандармерии по их усмотрению. Руководитель СС и полиции в Варшавском округе, фон Заммерн, оберфюрер СС.
Заммерн-Франкенегг, хотя и знал об открытом сопротивлений еврейской боевой организации во время очередного запланированного «переселения» 16 000 евреев 18 января 1943 года, все же был удивлён вооружённым восстанием, которое произошло при попытке полностью уничтожить гетто в апреле 1943 года. Заммерн-Франкенегг был заранее проинформирован о готовящемся сопротивлении, но не поверил в него. Несмотря на секретность информации, еврейской боевой организации стало известно об уничтожении Варшавского гетто к 17 апреля, за день до запланированной акции. Как и полагалось, Заммерн-Франкенегг сообщил об этом высшему руководителю СС и полиции Фридриху Вильгельму Крюгеру. 17 апреля 1943 года Крюгер приказал Юргену Штропу отправиться в Варшаву для проведения акции. Штроп сообщил об этом Заммерн-Франкенегу, который в то время не был извещён, что эта операция была поручено Штроопу. Так как Заммерн располагал сведениями о местности и вооруженных силах, Штроп разрешил ему самому провести операцию, как и планировалось изначально.
После первого Дона восстания 19 апреля 1943 года Заммерн-Франкенегг был заменён Юргеном Штропом на должности руководителя СС и полиции в Варшавском округе. Его обвиняли в полном провале операции, в частности потере не менее 40 солдат с немецкой стороны. В первый день восстания Штроп сказал ему: «Дорогой Заммерн, я замечаю, что Вы не справляетесь с задачей и недостаточно энергичны.»
23 апреля 1943 года Генрих Гиммлер назначил Заммерн-Франкенегга начальником полиции в Эссегге. Ему подчинялись не менее 10 000 сотрудников полиции. В сентябре 1943 года Заммерн-Франкенеггу успешно удалось избежать замены на посту. В июле 1944 года он получил звание бригадефюрера СС. По приказу Константина Каммерхофера 20 сентября 1944 года Заммерн-Франкенегг вместе с генералом Гельмутом фон Паннвицем выехал в расположение казачьего полка «Кубань-6» под Баня-Лукой, где это подразделение было атаковано югославскими партизанами. Во время боя Заммерн-Франкенегг погиб от ранения, полученного при обстреле из противотанкового орудия. Фердинанд фон Заммерн-Франкенегг был похоронен 27 сентября 1944 года в Эссегге. В Поейрбахе имя Заммерн-Франкенегга до сих пор можно найти на местном военном мемориале.

## Награды
Австро-Венгрия:
- Медаль «За военные заслуги» (Австро-Венгрия)
- Войсковой крест Карла
- Медаль «За ранение» (Австро-Венгрия)

Нацистская Германия:
- Кольцо «Мёртвая голова»
- Почётная шпага рейхсфюрера СС
- Йольский светильник
- Почётный кинжал СС
- Золотой имперский спортивный значок[нем.]
- Железный крест 1-го класса (посмертно)

Независимое государство Хорватия:
- Орден Короны короля Звонимира

## Звания[7]
- Штурмфюрер СС (март 1933);
- унтерштурмфюрер СС (апрель 1935);
- оберштурмфюрер СС (ноябрь 1936);
- гауптштурмфюрер СС (апрель 1937);
- штурмбаннфюрер СС (ноябрь 1937);
- штандартенфюрер СС (март 1938);
- оберфюрер СС (январь 1941);
- бригадефюрер СС (июль 1944).